# Aténolf Ier de Gaète
Aténolf Ier de Gaète (mort le 2 février 1062) est le comte Lombard d'Aquino qui s'établit comme duc de Gaète en Italie du Sud pendant la chaotique période du milieu du XIe siècle.

## Biographie
Aténolf ou Aténulf était l'époux de la  senatrix Marie, fille de Pandolf IV de Capoue, pendant que son frère  Lando avait aussi épouse une autre fille de  Pandolf. Après la mort de  Rainulf Drengot, comte d'Aversa, en juin 1045, son cousin Asclettin lui succède à Aversa, mais les habitants de Gaète élisent le lombard Aténolf comme duc. Guaimar IV de Salerne, suzerain d'Aversa et de Gaète intervient en faveur d'Asclettin et défait Aténolf lors d'un combat et le capture. À cette époque, Pandolf, l'allié naturel d'Atenulf, s'empare des domaines de l'abbaye territoriale du Mont-Cassin avec Lando. Lando capture l'abbé Richer et en échange de sa liberté et avec l'assistance de Pandolf, Atenulf est libéré et reconnu comme comte de Gaète.
A l'automne 1058, le fils ainé d'Aténolf, qui est fiancé à une fille de  Richard Ier de Capoue, meurt. Richard exige néanmoins le versement du morgengab. Le duc refuse et en représailles Richard assiège et prend Aquino, un des derniers fiefs conservés par Gaète. le Pape Desiderius de Bénévent, le nouvel abbé du Mont-Cassin, convainquent Richard de réduire ses prétentions vis-à-vis du duc à seulement 400 sous.
Atenulf meurt en 1062 et il a comme successeur son fils cadet, Aténolf II. Aquino est régi conjointement par quatre de ses fils: Aténolf, Lando, Pandolf, et Landolf.

## Sources
- (en) John Julius Norwich The Normans in the South 1016-1130. Longmans Londres, 1967.
- Ferdinand Chalandon Histoire de la domination normande en Italie et en Sicile. Librairie Alphonse Picard & fils, Paris, 1907.